# RecA
RecAはDNAでの維持と修復に重要な38kDaのタンパク質である。RecAの構造的・機能的相同体はDNA修復タンパク質が発見されている全ての種から見つかっている。相同タンパク質は真核生物ではRad51、古細菌ではRadAと呼ばれている。
RecAには多くの活性があるが、その全てがDNA修復に関するものである。細菌のSOS応答でリプレッサーLex Aとリプレッサー λの自触媒開裂においてプロテアーゼ活性を促進する機能を持つ。
RecAとDNAの会合の多くは相同組換え（英語版）によって起こる。RecAタンパク質はssDNA（一本鎖DNA）に長いクラスターの形で強く結合して核タンパク質タンパク繊維を作る。そのタンパク質は1つ以上のDNA結合部位をもち、一本鎖DNAと二本鎖DNAを両方抱え込むことができる。これによりDNAの二重らせんと一本鎖の相補部位の対合 (生物学)反応を触媒できるようになる。RecAとssDNAの繊維は配列相同性を持つ二重らせんDNAを探す。その探索プロセスによりDNAの二重らせんが引き伸ばされ、相補的配列の認識に至る。このプロセスは配座選択と呼ばれる。反応によって2つのDNAのらせんの組換えが始まる。対合が終わると、ヘテロ二本鎖領域で分岐点移動という反応が始まる。分岐点移動は対になっていない領域の一本鎖DNAが対になっている領域の片方の塩基鎖を置き換え、全体の塩基数を変えることなく分岐点のみを動かす反応である。この変化は自発的に起こるが、両方向に対して等しく進むため、効率よく置き換えているとは言いがたい。RecAタンパク質は一方向への分岐点移動を触媒し、数千塩基対にも及ぶ二重らせんDNAの完全な置き換えを可能にする。
RecAはDNAに依存するATPアーゼであるため、RecAにはATPを加水分解する部位も含まれている。RecAはATPと結合しているとき、ADPと結合しているときよりDNAとより強く結合する。
大腸菌では、DNA複製の後の姉妹染色分体がまだ近い段階でRecAを介して相同組換えが起こる。RecAは相同対合、相同組換え、引き離された姉妹染色分体の片方のDNAの切断修復の全てを仲介する。
RecAが欠損している大腸菌株は分子生物学でのクローニングに有用である。大腸菌株に、遺伝子操作によりrecA突然変異型遺伝子が導入されると、プラスミドとして知られる染色体外DNAが安定化される。形質転換と呼ばれるプロセスにおいては、プラスミドDNAが様々な状況でバクテリアに取り込まれる。遺伝子外のプラスミドを取りこんだバクテリアは形質転換体と呼ばれる。形質転換体は、回復して他のことに使えるように細胞分裂の間ずっとプラスミドを保持する。RecAタンパク質の機能がない場合、遺伝子外のプラスミドDNAはバクテリアによる変化を受けない。細胞培養地からのプラスミドの精製によりPCRによって得られたプラスミドの忠実な増幅が可能になる。

## 薬のターゲットとしての可能性
ノースカロライナ大学のウィグル(Wigle)とシングルトン(Singleton)は細胞内でRecAの機能を阻害する小さな分子が新しい抗生物質の合成に有用である可能性を示した。多くの抗生物質がDNAにダメージを与え、全てのバクテリアはそのダメージの修復をRecAに依存していることから、RecAの阻害剤はバクテリアへの細胞毒性強化に寄与する可能性がある。さらにRecAの活動は耐性菌の進化と同時に起こることから、RecAの阻害剤は耐性菌の出現を抑える、もしくは遅らせる効果がある可能性がある。

## 自然界での形質転換におけるRecAの役割
RecAのシステムにおける分子の性質の分析から、コックス(Cox)はそのデータが”RecAタンパク質の最も重要な役割はDNA修復にある”と結論づけた。RecAについてのさらなる分析から、コックスはそのデータが”RecAタンパク質がDNA修復システムにおける中心的な要素として遺伝子多様性の副産物として進化してきた"とした。
天然型バクテリアの形質転換には、あるバクテリア（多くは同種）間のDNA伝播と、RecAタンパク質が仲介するドナーのDNAとレシピエントの染色体を相同組換えが関わっている。RecAが中心的な役割を果たす形質転換がこのプロセスを実行するために特徴的に相互作用する多くの遺伝子生成物（例:枯草菌の場合は約40種）に依存することは、DNA伝播に適応するように進化していることを示している。枯草菌の場合は伝播したDNAの長さは1/3にもなり、染色体の長さに匹敵するほどにもなりうる。バクテリアの染色体の外部のDNAを組み込む場合、まず最初に菌をDNAを取り込める状態にしなければならない。形質転換は原核生物ではよく起こることであり、これまでに67種の生物が形質転換を起こしうることが知られている。
形質転換で最も研究されている生物の一つが枯草菌である。このバクテリアでは、RecAタンパク質が新たに入る一本鎖DNA(ssDNA)と相互作用し、繊維構造を作る。これらのRecA/ssDNA繊維はコンピテント機構を持ち、細胞質基質まで広がる細胞極から生成する。RecA/ssDNA繊維は、染色体に存在し、相同的領域を読みとるヌクレオフィラメントであると考えられている。このプロセスによって新しく入ったDNAが枯草菌の染色体内でなじみ、遺伝子情報の書き換えが発生する。
ミショッド(Michod)らは、RecAが仲介する形質転換が枯草菌と同様に淋菌、インフルエンザ菌、肺炎レンサ球菌、ミュータンス菌などでもDNA修復のための相同組換えへの適応であるということの根拠を示した。ヒトにとっての病原菌の場合、これらは宿主による酸化的防御から身を守らなければならないため、RecAが仲介するDNAダメージの修復が細菌に大きな利益をもたらしていると考えられている。